# Draco modiglianii
Espèce
Synonymes
- Draco lineatus modiglianii Vinciguerra, 1892

Draco modiglianii est une espèce de sauriens de la famille des Agamidae.

## Répartition
Cette espèce est endémique d'Enggano en Indonésie.

## Étymologie
Cette espèce est nommée en l'honneur d'Elio Modigliani.

## Publication originale
- Vinciguerra, 1892 : Rettili e batraci di Engano. Annali del Museo civico di storia naturale di Genova, sér. 2, vol. 7, no 32, p. 517-526 (texte intégral).